# Emily Siedeberg

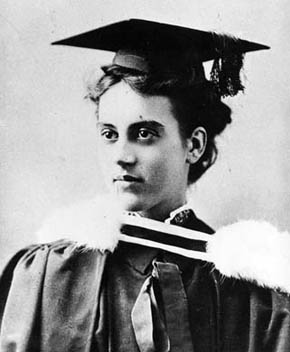
Emily Hancock Siedeberg (1896)

Emily Hancock Siedeberg, CBE MB ChB BSc, ab 1928 Siedeberg-McKinnon, (* 17. Februar 1873 in Clyde, Region Otago, Neuseeland; † 13. Juni 1968 in Oamaru, Region Otago, Neuseeland) war eine neuseeländische Ärztin, Anästhesistin und Superintendentin des St. Helen's Hospital in Dunedin. Sie war die erste Ärztin in Neuseeland.

## Frühes Leben
Emily Hancock Siedeberg wurde am 17. Februar 1873 als Tochter und drittes Kind der Eheleute Anna Thompson und dem deutschen Architekten Franz David Siedeberg in Clyde der Region Otago geboren. Ihre Mutter war eine irische Quäkerin und ihr Vater ein deutscher Architekt, der 1861 durch das Gold angelockt nach Neuseeland ausgewandert und im Bergbau tätig war. 1876 ließ sich die Familie in Dunedin nieder, wo ihr Vater ein erfolgreicher Bauunternehmer wurde. Emily besuchte in Dunedin die Primary School und anschließend die Otago Girls’ High School.

## Zulassung zum Studium
Mit einem Stipendium versehen akzeptierte Emily des Vaters Wille Ärztin zu werden und kümmerten sich Ende 1890 gemeinsam um alle Formalitäten, die zu erfüllen waren, um an der University of Otago Medical School studieren zu können. Der Rat der Universität hatte bereits beschlossen, dass auch Frauen an der Universität studieren durften, doch einige Behörden der Stadt waren dagegen und einige Persönlichkeiten traten lautstark auf, um ihre Abneigung dazu kundzutun, Frauen studieren zu lassen. Auch der Dekan der Universität, Dr. John Scott beugte sich nur widerwillig und das medizinische Personal des Krankenhauses der Stadt entschied sich zunächst mit sechs von neun Stimmen gegen ihre Aufnahme. Doch nach weiteren Gesprächen kam man zu dem Schluss, dass man sich einer Entscheidung der Universität nicht entgegenstellen könne.
Im April 1891 wurde Emily mit strengen Auflagen des Dekans zum Medizinstudium zugelassen und 1896 die erste Frau in Neuseeland, die einen medizinischen Abschluss von einer Universität vorweisen konnte.

## Karriere als Ärztin
Emily arbeitete einen Monat lang als Assistenzärztin im Seacliff Lunatic Asylum, das sich in einem kleinen Ort nördlich von Dunedin befand. Sie war damit auch die erste praktizierende Ärztin Neuseelands. Während ihres Praktikums im Seacliff Lunatic Asylum traf sie auf Dr. Lindo Ferguson, der ihr vorschlug ein Aufbaustudium im Rotunda Hospital in Dublin zu absolvieren. Sie nahm seinen Vorschlag an und reiste nach Irland, wo sie sich in Dublin für ein Studium der Geburtshilfe einschrieb. Anschließend ging sie nach Berlin, um dort Postgraduiertenkurse in Gynäkologie sowie Kinder- und Hautkrankheiten zu absolvieren.
Ende 1897 kehrte Emily nach Dunedin zurück, wo sie mit finanzieller Unterstützung ihres Vaters im Februar 1898 eine eigene Praxis einrichten konnte. Ihre Schwester zog zu ihr und half mit bei der Organisation ihrer Praxis und den Alltags. Emily führte ihre Praxis über dreißig Jahre und war in den ersten zwanzig Jahren die einzige Ärztin in der Stadt. Zu Anfang waren ihre Patienten vornehmlich weiblich und Kinder gehörten dazu. Von 1905 übernahm sie bis 1938 die Stelle der ersten medizinischen Leiterin (später Oberärztin) des St. Helens Hospital in Dunedin und ging zwischendurch im Jahr 1912 für ein weiteres Aufbaustudium nach Edinburgh, das sie mit einem Bachelor of Science abschloss. Von 1907 bis 1930 übernahm sie zusätzlich die Tätigkeit einer Schulärztin an der Caversham Industrial School und war von 1921 bis 1931 Anästhesistin an der Dental School der Stadt.
Emily spielte eine aktive Rolle bei der Ausbildung von Hebammen und eröffnete 1918 die erste Klinik für Schwangere in Neuseeland. Auch arbeitete sie eng mit der Plunket Society zusammen. Doch ihr soziales und gesellschaftliches Engagement ging weit über das der Aufgaben einer Ärztin hinaus. So war sie unter anderem:
Gründungsmitglied des/r
- 1899 – Dunedin-Zweig der New Zealand Society for the Protection of Women and Children,
- 1914 – Otago University Women's Association (OUWA),
- 1921 – New Zealand Federation of University Women,
- 1921 – New Zealand Medical Women's Association und deren erste Präsidentin,
- 1938 – The Townswomen's Guild.[1]

und war:
- 1918 – An der Gründung des Dunedin-Zweigs des National Council of Women of New Zealand beteiligt,
- 1928 – Delegierte zu der First Pan-Pacific Women's Conference,
- 1933–1948 – Präsidentin des Dunedin-Zweigs der New Zealand Society for the Protection of Women and Children.[1]

und wurde
- 1949 – zur Ehrenpräsidentin auf Lebenszeit der Dunedin-Zweigs der New Zealand Society for the Protection of Women and Children ernannt.[1]

Des Weiteren war sie in den 1930er Jahren Inspiration für die Arbeit der Otago Pioneer Women's Memorial Association und nach der Gründung deren erste Präsidentin.
Mit Hilfe dieser Organisationen kämpfte Emily gegen das Unrecht, das Frauen widerfuhr. Sie forderte Chancengleichheit von Frauen in der Hochschulbildung und im Beruf, war für die Anhebung des Schutzalters, setzte sich für strenge Maßnahmen zur Verhütung von Geschlechtskrankheiten ein sowie für die Abschaffung des Gesetzes über ansteckende Krankheiten (Contagious Diseases Act 1869). Auch forderte sie die Ernennung von weiblichen Polizei-, Krankenhaus- und Fabrikinspektoren. Sie verurteilte die Prostitution, bot aber den Frauen Unterstützung an.
In Familienfragen war sie für die häusliche Ausbildung für alle Mädchen, um sie für die Ehe und Mutterschaft vorzubereiten, war überzeugte Eugenikerin und glaubte an Rechtmäßigkeit einer Todesstrafe.

## Ehe
Am 8. Oktober 1928 heiratete Emily den pensionierten Bankier James Alexander McKinnon in Los Angeles und veränderte ihren Nachnamen auf Siedeberg-McKinnon. Auch Siedeberg McKinnon ist in der Literatur zu finden. Ihr Mann verstarb 1949.
Emily ging zurück nach Neuseeland und verstarb dort am 13. Juni 1968 im Haus der Presbyterian Social Service Association in Oamaru.

## Ehrungen
- 1929 – Lebenslange Mitgliedschaft in der neuseeländischen Abteilung der British Medical Association[1]
- 1935 – King George V Silver Jubilee Medal[4]
- 1939 – Lebenslange Mitgliedschaft in der New Zealand Registered Nurses' Association
- 1949 – Commander of the Most Excellent Order of the British Empire (CBE)[4]